# Ousia
Ousía (οὐσία [ousía]) é um substantivo da língua grega antiga formado a partir do particípio presente feminino do verbo ser (εἶναι [einai]). A palavra é, por vezes, traduzida para o português como substância ou essência, devido à sua tradicional tradução para o latim como substantia ou essentia. É um termo utilizado em Filosofia e em Teologia.

## Uso científico e religioso
Filósofos gregos, como Platão e, principalmente, Aristóteles utilizaram essa palavra frequentemente nos seus discursos; é do uso dado por esses dois autores que decorre o atual significado atribuído correntemente à palavra, tanto em contexto filosófico como teológico.
Aristóteles usou o termo ao criar filos de animais nos seus tratados de taxonomia biológica.  Para ele, o conceito de hypostasis (ou hipóstase) referia-se à existência de um ponto de vista lato, enquanto ousia se referia a um espécime ou individual das coisas ou seres.
Martin Heidegger, mais tarde, defendeu que o significado original da palavra se perdeu na sua tradução para o latim e, por conseguinte, para as línguas modernas. Para esse autor, significava "ser" e não "substância", isto é, não se pode aplicar a um conceito cuja etimologia remete a algo que permanece (-estância) "sob" outra (sub-). Usou, ainda o termo binomial parousia - apousia para expressar a ideia de 'presença' - 'ausência' e hypostasis para existência.

## Significado teológico primitivo
Orígenes, (c. 182 – c. 251) usou o termo ao dizer que Deus é um gênero de ousia com três espécies distintas de Hipóstases: o Pai, o Filho, e o Espírito Santo.
Os Sínodos de Antioquia, em 264-268 condenaram o termo homoousios (mesma substância) para se referir ao Filho e ao Pai, devido às raízes gregas e filosóficas da palavra, contudo a expressão foi consagrada pelo Primeiro Concílio de Niceia  como fórmula de fé, já que Paulo de Samósata, cujos predicados teológicos estavam então em discussão, usava a palavra homoousios para significar que o Logos ou o Filho era uma só pessoa com o Pai.
No Primeiro Concílio de Niceia em 325 debateram-se, de fato, os termos homoousios e homoiousios. A palavra homoousios significa "a mesma substância", enquanto que a palavra homoiousios significa "de substância similar". Note-se que os termos diferem apenas numa letra (a letra grega iota). Existe mesmo uma expressão idiomática em inglês ("differ not by one iota.") que faz eco deste conceito: duas coisas que não difiram um iota são duas coisas que têm a mesma substância.
O Credo de Calcedônia de 451 afirmava que Deus tinha uma só ousia, ainda que tivesse três hipóstases.